# Nymphula minoralis
Nymphula minoralis là một loài bướm đêm trong họ Crambidae.